# نهر ژرمن میلز
نهر ژرمن میلز (به انگلیسی: German Mills Creek) یک رود در کانادا است که در انتاریو واقع شده‌است.